# Le Jupon de la voisine
Pour plus de détails, voir Fiche technique et Distribution.
Le Jupon de la voisine (titre de travail : Le Monsieur au pourboire) est un film muet français réalisé par Georges Monca, sorti en 1910.

## Fiche technique
- Titre : Le Jupon de la voisine
- Titre de travail : Le Monsieur au pourboire
- Réalisation : Georges Monca
- Scénario : Maurice Kéroul
- Photographie :
- Montage :
- Société de production : Société cinématographique des auteurs et gens de lettres (S.C.A.G.L)
- Société de distribution : Pathé Frères
- Pays d'origine :  France
- Langue : film muet avec les intertitres en français
- Métrage : 240 mètres
- Format : Noir et blanc — 35 mm — 1,33:1 — Muet
- Genre :  Comédie
- Durée : 8 minutes
- Dates de sortie :
  - France : juin

## Distribution
- Charles Prince : M. Ladre
- Andrée Marly : Mme Ladre
- Émile Mylo : le garçon d’hôtel
- Mistinguett : la femme de chambre
- Thérèse Cernay : l'avocate
- Moricey
- Benoît